# Velduil
De velduil (Asio flammeus) is een wijdverspreide uilensoort uit de familie van de echte uilen (Strigidae). Het is een grote uil met lange vleugels, doordringende ogen en een oranje tekening op zijn handpennen. De velduil laat zich voornamelijk zien op open velden en graslanden, waar hij zoekt naar kleine knaagdieren zoals aardmuizen. De velduil brengt veel tijd vliegend door en jaagt in tegenstelling tot andere uilen ook overdag.
De velduil heeft een groot verspreidingsgebied en komt vrijwel overal ter wereld voor. Uit fylogenetische analyses blijkt dat de soort is op te delen in zeven ondersoorten. Velduilen zijn een van de weinige soorten echte uilen die ook eilanden ver van de kust hebben kunnen koloniseren. Het is bijvoorbeeld de enige uilensoort op Hawaï. Velduilen leiden meestal een zwervend, weinig gelokaliseerd bestaan. De meer noordelijke populaties zijn trekvogels met migratieafstanden van enkele duizenden kilometers.

## Uiterlijke kenmerken
De uilen uit het geslacht Asio hebben veertjes op de kop die lijken op de oren bij zoogdieren. Bij deze soort zijn de oorpluimen meestal onopvallend. De rug is donker met talrijke vaalwitte vlekken. Doordat ook de buik en de onderzijde vaalwit zijn, maakt de vogel met name in de vlucht een lichte indruk. De grote kop bevat een opvallende, ronde gezichtssluier, felgele ogen en twee korte oorpluimpjes. De velduil is ongeveer 38 cm groot en 200 tot 500 gram zwaar.

## Leefwijze
Velduilen jagen bij voorkeur overdag vanuit de lucht. De velduil is gespecialiseerd in de jacht op kleine knaagdieren en jonge vogels, zoals veldmuizen, jonge veldleeuweriken en kuikens van weidevogels. Het gedrag van velduilen vertoont veel overeenkomsten met het gedrag van kiekendieven. Velduilen zijn grondbroeders.

## Voortplanting
Om de drie jaar bereikt de muizenstand een hoogtepunt, alleen in deze jaren broedt de velduil. Het nest wordt op de grond gebouwd in een ondiepe kuil, waarin het vrouwtje 4 tot 7 witte eieren legt.

## Verspreiding en leefgebied
De velduil leeft in Europa, Azië en Amerika. Het leefgebied van dit dier bestaat uit moerassen, graslanden en agrarisch cultuurland.

## Voorkomen in Nederland
De velduil is in Nederland een jaarvogel en zeer schaarse broedvogel.

### Broedvogel
De velduil is in Nederland een zeer schaarse broedvogel van open gebieden met een graslandbegroeiing of van open moerassen. De nesten worden op de grond gemaakt. 

In de jaren 1950 moeten er in Nederland honderden paren velduilen hebben gebroed. In de jaren 1960 en 1970, toen het systematisch inventariseren een grote vlucht nam, werd het aantal broedparen geschat op 60 tot 200. Strenge winters en goede muizenjaren zorgden voor schommelingen. Op de Waddeneilanden en in de droogvallende Flevopolders broedden toen tientallen velduilen.

### Trekvogel en pionier
Omdat velduilen zwerfvogels zijn kunnen hun aantallen buiten het broedseizoen en tijdens de trek sterk variëren. De meeste velduilen zijn buiten het broedseizoen te vinden in het Waddengebied, het Eems-Dollardgebied, de weidegebieden in de provincies Groningen en Friesland en in de duinen en de weidegebieden langs de Noordzeekust. Tijdens een muizenplaag kunnen grote groepen (van veelal jonge) velduilen zich in een overwinteringsgebied verzamelen. Als de omstandigheden in de omgeving van een nieuw overwinteringsgebied voor jonge velduilen gunstig zijn, zoals na de drooglegging van de Flevopolders in de jaren 60 en 70 van de vorige eeuw, proberen jonge paartjes velduilen zich daar als broedvogel te vestigen. Velduilen kunnen, net als kiekendieven, als pionierssoorten beschouwd worden omdat ze niet erg honkvast zijn en zich gemakkelijk aanpassen aan de veranderende omstandigheden in kustgebieden en rivierdeltas.

## Status in Nederland en Vlaanderen
In de periode 1992-1993 schommelde in Nederland het aantal tussen de 90 en 100. Het aantal broedparen van de velduil is dus achteruitgegaan. Volgens SOVON daalde ook in de periode 1990-2007 het aantal broedparen gestaag. Rond 2007 broedden er nog ongeveer 40 paar in Nederland. De verruiging van het landschap en de intensivering van de landbouw zijn de voornaamste oorzaken van deze achteruitgang. De velduil is in 2004 als ernstig bedreigd op de Nederlandse Rode Lijst gezet. Deze uil staat ook op de Vlaamse Rode Lijst als zeldzaam. De soort staat als niet bedreigd op de internationale Rode Lijst van de IUCN. 

De velduil overwintert ook in Nederland. Het zijn vooral broedvogels uit Scandinavië die in Nederland overwinteren. Ook deze aantallen trekvogels en overwinteraars nemen in aantal af.

## Ondersoorten

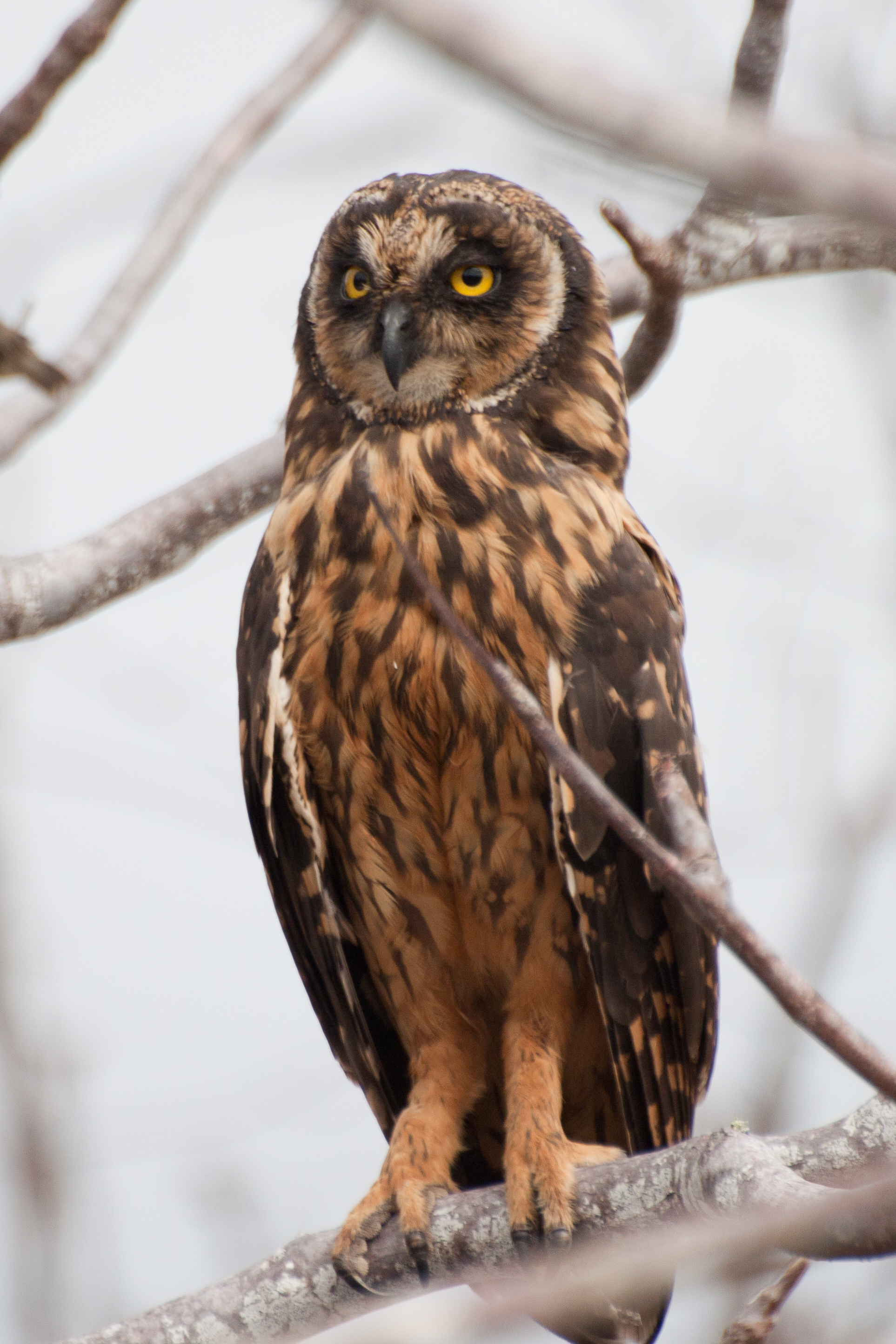
Asio flammeus galapagoensis

Er zijn tien ondersoorten van Asio flammeus:
- A. f. bogotensis (Chapman, 1915) - Colombia, Ecuador en noordwestelijk Peru.
- A. f. domingensis (Statius Müller, 1776) - Hispaniola.
- A. f. flammeus (Pontoppidan, 1763) - Noord-Amerika, Europa, noordelijk Afrika en noordelijk Azië.
- A. f. galapagoensis (Gould, 1837) - Galapagoseilanden.
- A. f. pallidicaudus (Friedmann, 1949) - Venezuela, Guyana en Suriname.
- A. f. ponapensis (Mayr, 1933) - de Carolinen.
- A. f. portoricensis (Ridgway, 1882) - Puerto Rico.
- A. f. sandwichensis (A. Bloxam, 1827) - Hawaï
- A. f. sanfordi (Bangs, 1919) - de Falklandeilanden.
- A. f. suinda (Vieillot, 1817) - van zuidelijk Peru en zuidelijk Brazilië tot Tierra del Fuego.
- A. f. cubensis: (Garrido, 2007) - Cuba.

## Video
- Velduil met prooi
- Vliegbeelden van de velduil